# Polymastia azorica
Polymastia azorica är en svampdjursart som beskrevs av Claude Lévi och Jean Vacelet 1958. Polymastia azorica ingår i släktet Polymastia och familjen Polymastiidae. Inga underarter finns listade i Catalogue of Life.